# Maigret und der gelbe Hund
Maigret und der gelbe Hund (im Original: Le chien jaune) ist ein Kriminalroman des belgischen Schriftstellers Georges Simenon, der 1931 veröffentlicht wurde. Es ist der 6. Roman der Maigret-Reihe.

## Handlung
In der bretonischen Kleinstadt Concarneau verschreckt eine Serie von Gewaltverbrechen und Einschüchterungsversuchen die Bevölkerung. Als der Weinhändler Mostaguen spät in der Nacht  von der Stammtischrunde der Honoratioren im Café l'Amiral nach Hause geht, wird er angeschossen. Kurz nach dem Eintreffen Kommissar Maigrets, der zuvor zur mobilen Brigade der Gendarmerie nationale nach Rennes versetzt wurde, versucht offenbar jemand, die übrigen Stammtischangehörigen mit in Pernod aufgelöstem Strychnin zu vergiften. Durch das scheinbar spurlose Verschwinden des Journalisten Servieres und dem Giftmord an einem weiteren Angehörigen der Kartenrunde gerät die Öffentlichkeit in Panik.
Dabei stößt Maigret auf eine Häufung merkwürdiger Spuren: Im Haus von Dr. Michoux, einem Mitglied der Honoratioren, finden sich eine Menge leerer Konservendosen und Champagnerflaschen, vor allem aber tauchen stets in der Umgebung der Tatorte Spuren der Stiefelgröße 46 auf. Diverse Augenzeugen wollen überall im Umkreis der Verbrechen einen gelben Hund, den niemand kennt, gesehen haben.
Die Weissagung einer Schauspielerin gegenüber Dr. Michoux fünf Jahre zuvor, er solle sich vor dem „gelben Hund“ in Acht nehmen, erhält dadurch ein neues Gewicht. Nun entschließt dieser sich zu einer Aussage, welche die Honoratioren plötzlich in neuen Licht erscheinen lässt. Doch den „Riesen“ mit seinem gelben Hund kann Maigret erst fassen, als er die nebensächliche Aussage  einer Hausangestellten überdenkt und erkennt, dass der erste Giftanschlag nur ein Ablenkungsmanöver war.

## Ausgaben
- Georges Simenon: Le chien jaune. Fayard, Paris 1931
- Georges Simenon: Maigret und der gelbe Hund. Übersetzung: Isolde Kolbenhoff, Kiepenheuer & Witsch, Köln/Berlin 1958
- Georges Simenon: Maigret und der gelbe Hund. Übersetzung: Raymond Regh, Diogenes Verlag, Zürich 1979, ISBN 978-3257206913

## Rezension
„Maigret wirkt nicht glücklich, als er in die Hafenstadt kommt, und nicht unglücklich, als er wieder abreist: Wer immer dort Rang und Namen hat, ist mit einer äußerst laschen Moral geschlagen, lernen wir. Dass wir dabei der Witterung des Kommissars kapitellang hinterherhinken, versteht sich, und auch, dass sich der Hund am Ende als fellgewordenes Ablenkungsmanöver entpuppt, wofür er fast dran glauben muss, weil sich die Bevölkerung nur zu gern vor dem großen gelben Tier gruselt. Maigrets ewige Sentimentalität aber, seine Einfühlung in die wahren Opfer und sein Wille, ihnen bis zur Rechtsbeugung hin Gerechtigkeit zu verschaffen, zeigt sich auch hier: Am Ende ist die wahre Heldin schwanger, der wahre Held segelt mit ihr davon“.

## Rezeption
Jörg Bong, der unter dem Pseudonym Jean-Luc Bannalec Kriminalromane schreibt, die in der Bretagne spielen,  verwendet Maigret und der gelbe Hund in seinem Roman Bretonisches Vermächtnis – Kommissar Dupins achter Fall: Kommissar Dupin, Bannalecs Hauptfigur, ist mit mehreren Morden in Concarneau konfrontiert, die ihn an den Roman von Maigret erinnern, der auch in Concarneau spielt. Seine Ermittlungen ergeben, dass der Roman von Georges Simenon auf wahren Begebenheiten beruht, die der eigentliche Grund für die aktuellen Morde sind. Die Lektüre des Romans von Simenon bringt Dupin so auf die Lösung.

## Hörspielbearbeitung
Der Bayerische Rundfunk adaptierte 1961 das Buch als gleichnamiges Hörspiel (Regie: Heinz-Günter Stamm, Bearbeiter: Gert Westphal, Übersetzung: Harold Effberg) mit Paul Dahlke in der Titelrolle. Weitere bekannte Sprecher waren Traute Rose, Rolf Boysen, Eva L’Arronge, Klausjürgen Wussow, Erik Schumann, Karl Lieffen, Lina Carstens und Benno Sterzenbach. (s. Der Audio Verlag, Auflage: Sonderausgabe 2005, ISBN 978-3898133906)
Bereits zwei Jahre zuvor hatte der Südwestfunk eine Hörspielbearbeitung abgeschlossen, bei der ebenfalls Westphal die Bearbeitung und sogar die Regie übernommen hatte. Hier sprach Leonhard Steckel die Titelrolle und Hans-Helmut Dickow den Dr. Michoux. Zu den weiteren Sprechern gehörten Wolfgang Forester, Kurt Ebbinghaus, Kurt Lieck, Andreas Dahlmeyer und Ursula Langrock.  Diese Fassung ist beim SWF vorhanden, jedoch nicht auf einem Tonträger im Handel erhältlich.
Der Diogenes Verlag publizierte darüber hinaus 2006 eine Hörbuchfassung mit Friedhelm Ptok als Sprecher (ISBN 978-3257800401).

## Verfilmung
Die französischen Fernsehgesellschaften Antenne 2 und ORTF drehten 1967 in ihrer Reihe Les Enquêtes du Commissaire Maigret diese Episode unter der Regie von Claude Barma als dritten Teil mit dem Originaltitel Le chien jaune (Erstausstrahlung: 24. Februar 1968). Die Titelrolle übernahm Jean Richard.

## Belege
1. ↑  Tilman Spreckelsen: Maigret-Marathon 6. Der gelbe Hund. 16. Oktober 2008, in: faz.net
2. ↑  www.hoerdat.in-berlin.de